# Mirjana Marković
Mirjana "Mira" Marković (Мирјана Марковић), född 10 juli 1942 i Požarevac i SFR Jugoslavien (i nuvarande Serbien), död 14 april 2019 i Sotji i Ryssland, var en jugoslavisk (serbisk) politiker och Slobodan Miloševićs hustru från 1965 till hans död 2006.
Mirjana Marković var ordförande för partiet Jugoslovenska levica, JUL/ЈУЛ (Југословенска левица, "Jugoslaviska vänstern"). Hon var efterlyst av den serbiska polisen för bland annat ekonomisk brottslighet. Efter sin makes fall levde hon i exil i Ryssland, bland annat i Moskva.